# Антоніо Кабріні
Антоніо Кабріні (італ. Antonio Cabrini; нар. 8 жовтня 1957, Кремона) — колишній італійський футболіст, захисник. По завершенні ігрової кар'єри — тренер.

## Клубна кар'єра
Вихованець футбольної школи клубу «Кремонезе». Дорослу футбольну кар'єру розпочав 1973 року в основній команді того ж клубу, в якій провів два сезони, взявши участь у 29 матчах чемпіонату.
Протягом 1975—1976 років захищав кольори команди клубу «Аталанта».
Своєю грою за останню команду привернув увагу представників тренерського штабу клубу «Ювентус», до складу якого приєднався 1976 року. Відіграв за «стару синьйору» наступні тринадцять сезонів своєї ігрової кар'єри. Більшість часу, проведеного у складі «Ювентуса», був основним гравцем захисту команди. За цей час шість разів виборював титул чемпіона Італії, ставав володарем Кубка Італії (двічі), володарем Кубка УЄФА, володарем Кубка Кубків УЄФА, володарем Суперкубка УЄФА, володарем Кубка чемпіонів УЄФА, володарем Міжконтинентального кубка.
Завершив професійну ігрову кар'єру у клубі «Болонья», за команду якого виступав протягом 1989—1991 років.

## Виступи за збірні
Протягом 1976—1978 років залучався до складу молодіжної збірної Італії. На молодіжному рівні зіграв в 11 офіційних матчах.
1978 року дебютував в офіційних матчах у складі національної збірної Італії. Протягом кар'єри у національній команді, яка тривала 10 років, провів у формі головної команди країни 73 матчі, забивши 9 голів. У складі збірної був учасником чемпіонату світу 1978 року в Аргентині, чемпіонату Європи 1980 року в Італії, чемпіонату світу 1982 року в Іспанії, здобувши того року титул чемпіона світу, чемпіонату світу 1986 року у Мексиці.

## Кар'єра тренера
Розпочав тренерську кар'єру, повернувшись до футболу після невеликої перерви, 2000 року, очоливши тренерський штаб клубу «Ареццо».
В подальшому очолював команди клубів «Кротоне», «Піза» та «Новара».
Наприкінці 2007 року було досягнуто попередньої домовленості, згідно з якою Кабріні мав очолити національну збірну Сирії, однак в останній момент футбольна федерація країни відмовилася від спонсорського контракту, який мав забезпечити оплату роботи тренера і призначення не відбулося.
| Дата       | Місто          | Господарі         | Результат             | Гості          | Турнір                        | Голи | Примітки       |
| ---------- | -------------- | ----------------- | --------------------- | -------------- | ----------------------------- | ---- | -------------- |
| 02/06/1978 | Мар-дель-Плата | Італія            | 2 – 1                 | Франція        | ЧС 1978 - 1-й етап            | -    |                |
| 06/06/1978 | Мар-дель-Плата | Італія            | 3 – 1                 | Угорщина       | ЧС 1978 - 1-й етап            | -    |                |
| 10/06/1978 | Буенос-Айрес   | Італія            | 1 – 0                 | Аргентина      | ЧС 1978 - 1-й етап            | -    |                |
| 14/06/1978 | Буенос-Айрес   | ФРН               | 0 – 0                 | Італія         | ЧС 1978 - 2-й етап            | -    |                |
| 18/06/1978 | Буенос-Айрес   | Італія            | 1 – 0                 | Австрія        | ЧС 1978 - 2-й етап            | -    |                |
| 21/06/1978 | Буенос-Айрес   | Нідерланди        | 2 – 1                 | Італія         | ЧС 1978 - 2-й етап            | -    |                |
| 24/06/1978 | Буенос-Айрес   | Бразилія          | 2 – 1                 | Італія         | ЧС 1978 - матч за 3 місце     | -    | 4-те місце     |
| 20/09/1978 | Турин          | Італія            | 1 – 0                 | Болгарія       | товариський матч              | 1    |                |
| 23/09/1978 | Флоренція      | Італія            | 1 – 0                 | Туреччина      | товариський матч              | -    |                |
| 08/11/1978 | Братислава     | Чехословаччина    | 3 – 0                 | Італія         | товариський матч              | -    |                |
| 21/12/1978 | Рим            | Італія            | 1 – 0                 | Іспанія        | товариський матч              | -    |                |
| 24/02/1979 | Мілан          | Італія            | 3 – 0                 | Нідерланди     | товариський матч              | -    |                |
| 26/05/1979 | Рим            | Італія            | 2 – 2                 | Аргентина      | товариський матч              | -    |                |
| 26/09/1979 | Флоренція      | Італія            | 1 – 0                 | Швеція         | товариський матч              | -    |                |
| 16/02/1980 | Неаполь        | Італія            | 2 – 1                 | Румунія        | товариський матч              | -    |                |
| 15/03/1980 | Мілан          | Італія            | 1 – 0                 | Уругвай        | товариський матч              | -    |                |
| 19/04/1980 | Турин          | Італія            | 2 – 2                 | Польща         | товариський матч              | -    |                |
| 12/06/1980 | Мілан          | Італія            | 0 – 0                 | Іспанія        | ЧЄ 1980 - 1-й етап            | -    |                |
| 21/06/1980 | Неаполь        | Чехословаччина    | 1 – 1 д.ч. (9-8 п.п.) | Італія         | ЧЄ 1980 - матч за 3 місце     | -    | 4-те місце     |
| 24/09/1980 | Генуя          | Італія            | 3 – 1                 | Португалія     | товариський матч              | -    |                |
| 01/11/1980 | Рим            | Італія            | 2 – 0                 | Данія          | Відбір до ЧС 1982             | -    |                |
| 15/11/1980 | Турин          | Італія            | 2 – 0                 | Югославія      | Відбір до ЧС 1982             | 1    |                |
| 06/12/1980 | Афіни          | Греція            | 0 – 2                 | Італія         | Відбір до ЧС 1982             | -    |                |
| 03/01/1981 | Монтевідео     | Уругвай           | 2 – 0                 | Італія         | Золотий кубок чемпіонів світу | -    |                |
| 25/02/1981 | Рим            | Італія            | 0 – 3                 | Європа         | товариський матч              | -    |                |
| 19/04/1981 | Удіне          | Італія            | 0 – 0                 | НДР            | товариський матч              | -    |                |
| 03/06/1981 | Копенгаген     | Данія             | 3 – 1                 | Італія         | Відбір до ЧС 1982             | -    |                |
| 23/09/1981 | Болонья        | Італія            | 3 – 2                 | Болгарія       | товариський матч              | -    |                |
| 17/10/1981 | Белград        | Югославія         | 1 – 1                 | Італія         | Відбір до ЧС 1982             | -    |                |
| 14/11/1981 | Турин          | Італія            | 1 – 1                 | Греція         | Відбір до ЧС 1982             | -    |                |
| 05/12/1981 | Неаполь        | Італія            | 1 – 0                 | Люксембург     | Відбір до ЧЄ 1984             | -    |                |
| 23/02/1982 | Париж          | Франція           | 2 – 0                 | Італія         | товариський матч              | -    |                |
| 28/05/1982 | Женева         | Швейцарія         | 1 – 1                 | Італія         | товариський матч              | 1    |                |
| 14/06/1982 | Віґо           | Італія            | 0 – 0                 | Польща         | ЧС 1982 - 1-й етап            | -    |                |
| 18/06/1982 | Віґо           | Італія            | 1 – 1                 | Перу           | ЧС 1982 - 1-й етап            | -    |                |
| 23/06/1982 | Віґо           | Італія            | 1 – 1                 | Камерун        | ЧС 1982 - 1-й етап            | -    |                |
| 29/06/1982 | Барселона      | Італія            | 2 – 1                 | Аргентина      | ЧС 1982 - 2-й етап            | 1    |                |
| 05/07/1982 | Барселона      | Італія            | 3 – 2                 | Бразилія       | ЧС 1982 - 2-й етап            | -    |                |
| 08/07/1982 | Барселона      | Італія            | 2 – 0                 | Польща         | ЧС 1982 - Півфінал            | -    |                |
| 11/07/1982 | Мадрид         | Італія            | 3 – 1                 | ФРН            | ЧС 1982 - Фінал               | -    | Чемпіони світу |
| 27/10/1982 | Рим            | Італія            | 0 – 1                 | Швейцарія      | товариський матч              | -    |                |
| 12/02/1983 | Лімасол        | Кіпр              | 1 – 1                 | Італія         | Відбір до ЧЄ 1984             | -    |                |
| 16/04/1983 | Бухарест       | Румунія           | 1 – 0                 | Італія         | Відбір до ЧЄ 1984             | -    |                |
| 29/05/1983 | Гетеборг       | Швеція            | 2 – 0                 | Італія         | Відбір до ЧЄ 1984             | -    |                |
| 05/10/1983 | Барі           | Італія            | 3 – 0                 | Греція         | товариський матч              | 1    |                |
| 15/10/1983 | Неаполь        | Італія            | 0 – 3                 | Швеція         | Відбір до ЧЄ 1984             | -    |                |
| 16/11/1983 | Прага          | Чехословаччина    | 2 – 0                 | Італія         | Відбір до ЧЄ 1984             | -    |                |
| 22/12/1983 | Перуджа        | Італія            | 3 – 1                 | Кіпр           | Відбір до ЧЄ 1984             | 1    |                |
| 04/02/1984 | Рим            | Італія            | 5 – 0                 | Мексика        | товариський матч              | -    |                |
| 03/03/1984 | Стамбул        | Туреччина         | 1 – 2                 | Італія         | товариський матч              | 1    |                |
| 07/04/1984 | Верона         | Італія            | 1 – 1                 | Чехословаччина | товариський матч              | -    |                |
| 26/09/1984 | Мілан          | Італія            | 1 – 0                 | Швеція         | товариський матч              | 1    |                |
| 03/11/1984 | Лозанна        | Швейцарія         | 1 – 1                 | Італія         | товариський матч              | 1    |                |
| 08/12/1984 | Пескара        | Італія            | 2 – 0                 | Польща         | товариський матч              | -    |                |
| 05/02/1985 | Дублін         | Ірландія          | 1 – 2                 | Італія         | товариський матч              | -    |                |
| 13/03/1985 | Афіни          | Греція            | 0 – 0                 | Італія         | товариський матч              | -    |                |
| 03/04/1985 | Асколі-Пічено  | Італія            | 2 – 0                 | Португалія     | товариський матч              | -    |                |
| 02/06/1985 | Мехіко         | Мексика           | 1 – 1                 | Італія         | товариський матч              | -    |                |
| 06/06/1985 | Мехіко         | Італія            | 2 – 1                 | Англія         | товариський матч              | -    |                |
| 25/09/1985 | Лечче          | Італія            | 1 – 2                 | Норвегія       | товариський матч              | -    |                |
| 16/11/1985 | Хожув          | Польща            | 1 – 0                 | Італія         | товариський матч              | -    |                |
| 05/02/1986 | Авелліно       | Італія            | 1 – 2                 | ФРН            | товариський матч              | -    |                |
| 26/03/1986 | Удіне          | Італія            | 2 – 1                 | Австрія        | товариський матч              | -    |                |
| 11/05/1986 | Неаполь        | Італія            | 2 – 0                 | КНР            | товариський матч              | -    |                |
| 31/05/1986 | Мехіко         | Італія            | 1 – 1                 | Болгарія       | ЧС 1986 - 1-й етап            | -    |                |
| 05/06/1986 | Пуебла         | Італія            | 1 – 1                 | Аргентина      | ЧС 1986 - 1-й етап            | -    |                |
| 10/06/1986 | Пуебла         | Італія            | 3 – 2                 | Південна Корея | ЧС 1986 - 1-й етап            | -    |                |
| 17/06/1986 | Мехіко         | Франція           | 2 – 0                 | Італія         | ЧС 1986 - 1/8 фіналу          | -    |                |
| 15/11/1986 | Мілан          | Італія            | 3 – 2                 | Швейцарія      | Відбір до ЧЄ 1988             | -    |                |
| 24/01/1987 | Бергамо        | Італія            | 5 – 0                 | Мальта         | Відбір до ЧЄ 1988             | -    |                |
| 14/02/1987 | Лісабон        | Португалія        | 0 – 1                 | Італія         | Відбір до ЧЄ 1988             | -    |                |
| 23/09/1987 | Піза           | Італія            | 1 – 0                 | Югославія      | товариський матч              | -    |                |
| 17/10/1987 | Берн           | Швейцарія         | 0 – 0                 | Італія         | Відбір до ЧЄ 1988             | -    |                |
| Усього     |                | Матчів (14 місце) | 73                    |                | Голів                         | 9    |                |

## Титули і досягнення
- Чемпіон Італії (6):

«Ювентус»: 1976–77, 1977–78, 1980–81, 1981–82, 1983–84, 1985–86
- Володар Кубка Італії (2):

«Ювентус»: 1978–79, 1982–83
- Володар Кубка УЄФА (1):

«Ювентус»: 1976–77
- Володар Кубка Кубків УЄФА (1):

«Ювентус»: 1983–84
- Володар Суперкубка Європи (1):

«Ювентус»: 1984
- Володар Кубка європейських чемпіонів (1):

«Ювентус»: 1984–85
- Володар Міжконтинентального кубка (1):

«Ювентус»: 1985
- Чемпіон світу (1):

1982